# Johann Caspar Dollfuss
Johann Caspar Dollfuss (* im 18. Jahrhundert; † nach 1789) war ein Apotheker und Chemiker aus dem zur damaligen Zeit Schweizerischen Mühlhausen.

## Leben
Johann Caspar Dollfuss wirkte in der zweiten Hälfte des 18. Jahrhunderts als Chemiker und Apotheker im Schweizerischen Mühlhausen. Seine ihm zuzuordnenden wissenschaftlichen Veröffentlichungen umfassen dabei bisher den Zeitraum von 1785 bis 1789.
Am 15. September 1786 wurde Johann Caspar Dollfuss unter der Matrikel-Nr. 867 mit dem akademischen Beinamen Polyanthus als Mitglied in die Leopoldina aufgenommen.
Johann Caspar Dollfuss hielt sich etwa von 1786 bis Anfang 1787 zu einem Forschungsaufenthalt in London auf. Um 1787 war er in Berlin und 1788/1790 Mitglied der Berliner Freimaurerloge Zum goldenen Pflug.

## Schriften
- Beobachtungen und Versuche über das Rauchen der Vitriolsäure. In: Chemische Annalen für die Freunde der Naturlehre, Arzneygelahrtheit, Haushaltungskunst und Manufakturen, Erster Band, Müller, Helmstädt und Leipzig 1785, S. 438–445 (Digitalisat)
- Versuche über die aus dem Schwefel entbundene Vitriolsäure, in Rücksicht der darin enthaltenen Salpetersäure. In: Chemische Annalen für die Freunde der Naturlehre, Arzneygelahrtheit, Haushaltungskunst und Manufakturen, Zweyter Band, Müller, Helmstädt und Leipzig 1786, S. 208–210 (Digitalisat)
- Pharmaceutisch-chemische Erfahrungen über die neuesten in der Pharmacie gemachten Entdeckungen und Verbesserungen. Haug, Leipzig 1787 (Digitalisat)
- Chemische Zergliederung des Mineral-Wassers zu Kannstatt. In: Beyträge zu den chemischen Annalen, Vierten Bandes Erstes Stück, Müller, Helmstädt und Leipzig 1789, S. 90–95 (Digitalisat)